# المرأة العجوز وجرة النبيذ

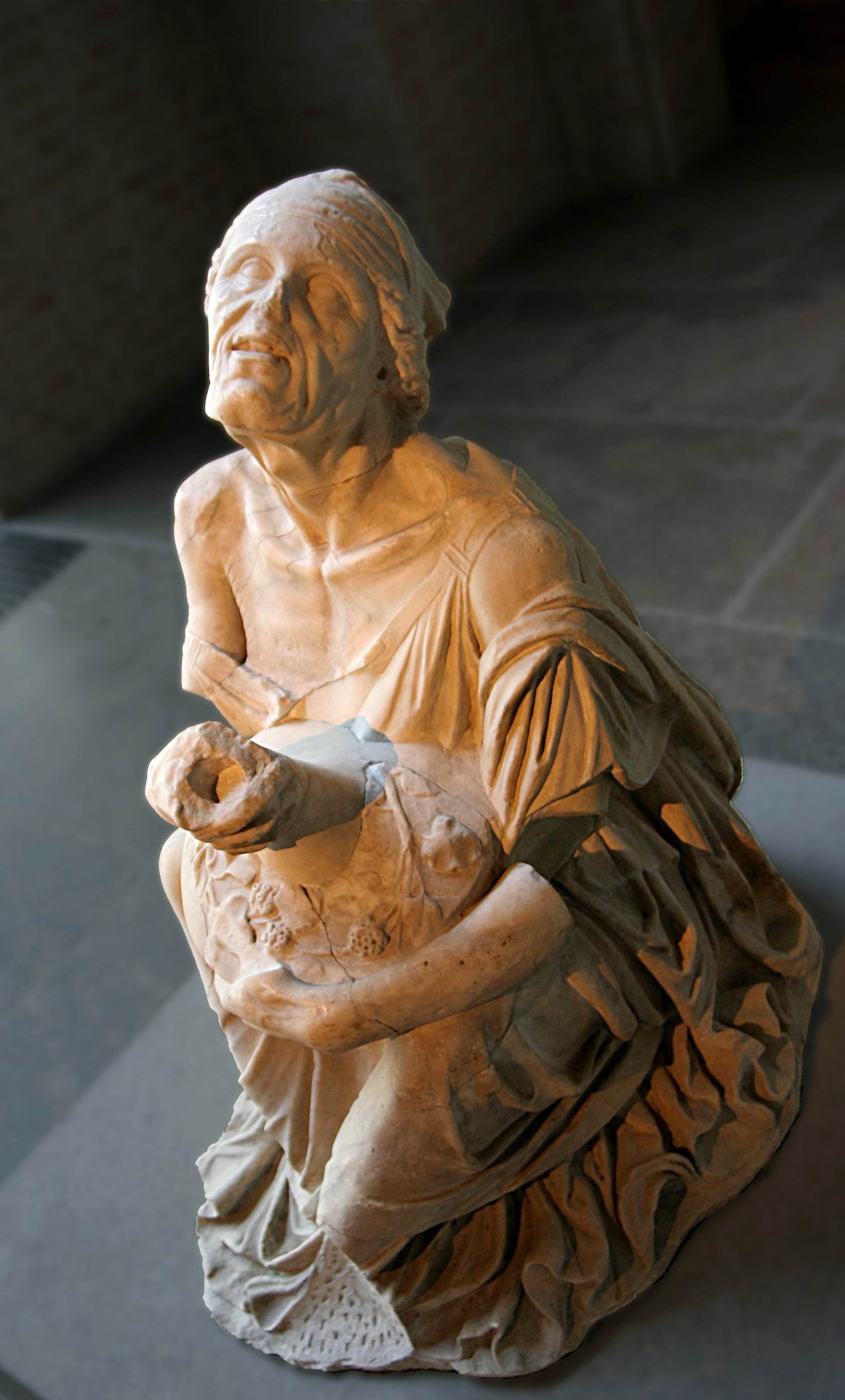
نسخة رومانية بعد أصل يوناني من القرن الثاني قبل الميلاد

العجوز وجرة النبيذ هي واحدة من خرافات إيسوب وترقيمها هو 493 في فهرس بيري بيري. حيث طبقت في المواقف التي يكون فيها تأثير الخير باقيا ودائم، مثل تأثير التعليم.

## الحكاية والتفسير
تظهر القصة على شكل حكاية قصيرة في مجموعة فايدروس وتتعلق بامرأة عجوز تصادف جرة نبيذ فارغة، وتستنشق الرائحة العالقة فيها  وتشيد بها، قائلة: «اوه ماحلاك من مشروب، أعرف قدر ندرتك وامتيازك من الرائحة الخلابة التي تُركت خلفك» يلعب فيدروس بالصورة النمطية الهزلية للمرأة العجوز المخمورة، التي كانت تعد رمزا لكل من الكوميديا اليونانية والرومانية، كما هو موضح في التمثال الذي فالاعلى.
نادرا ما تم استخدام الخرافة؛ إذ أنه في فرنسا، ظهر رسم توضيحي للقصة في أول كتاب شعارات لغيوم غيرول، مصحوبا بقصيدة طويلة حول أهمية تعليم الأطفال في وقت مبكر. كما تعلّق المقطوعة التمهيدية على كيفية أن الوعاء الجديد دائما مايحمل اثار أول سائل نضح به. في «البرميل»، وروى الحكواتي الروسي إيفان كريلوف قصة توضيحية مماثلة وطبقها على التعليم. 
بدأت قصائد فيدروس تترجم إلى اللغة الإنجليزية خلال القرن الثامن عشرة، وهو نفسه كان متحفظا بشأن تطبيق القصة، قائلا ببساطة «الأشخاص الذين يعرفونني سيكونون قادرين على قول ما تدور حوله هذه الخرافة». وفي  حكايا إيسوب وآخرين لتوماس بيويك (1818)، يظهر التعليق  على أنه يعني أن نتائج التعليم تظهر في الشيخوخة. كما في نهاية نسخته الخاصة، يعرفها جورج فيلر تاونسند اخلاقيا على انه، «اثرك الصالح  يبقى بعد مماتك». 

## روابط خارجية
- الرسوم التوضيحية للكتب من القرن الثامن عشر إلى القرن العشرين